# Neuseeländische Cricket-Nationalmannschaft in Pakistan in der Saison 1996/97
Die Tour der neuseeländischen Cricket-Nationalmannschaft nach Pakistan in der Saison 1996/97 fand vom 21. November bis zum 8. Dezember 1996 statt. Die internationale Cricket-Tour war Bestandteil der Internationalen Cricket-Saison 1996/97 und umfasste zwei Tests und drei ODIs. Pakistan gewann die ODI-Serie 2–1, während die Test-Serie 1–1 unentschieden endete.

## Vorgeschichte
Beide Mannschaften spielten zuvor zusammen mit Sri Lanka ein Drei-Nationen-Turnier in den Vereinigten Arabischen Emiraten.
Das letzte Aufeinandertreffen der beiden Mannschaften bei einer Tour fand in der Saison 1995/96 in Neuseeland statt.

## Stadien
Die folgenden Stadien wurden für die Tour als Austragungsort vorgesehen.
| Stadion          | Stadt      | Kapazität | Spiele          |
| ---------------- | ---------- | --------- | --------------- |
| Jinnah Stadium   | Gujranwala | 40.000    | 2. Test; 1. ODI |
| National Stadium | Karachi    | 34.228    | 3. ODI          |
| Gaddafi Stadium  | Lahore     | 60.000    | 1. Test         |
| Jinnah Stadium   | Sialkot    | 18.000    | 2. ODI          |

## Kaderlisten
Die folgenden Kader wurden von den Mannschaften benannt.
| Test | Test | ODI | ODI |
| Pakistan | Neuseeland | Pakistan | Neuseeland |
| --- | --- | --- | --- |
| - Ijaz Ahmed - Inzamam-ul-Haq - Mohammad Akram - Mohammad Wasim - Mohammad Zahid - Moin Khan - Mushtaq Ahmed - Saeed Anwar - Saleem Malik - Saqlain Mushtaq - Shahid Nazir - Waqar Younis - Zahoor Elahi | - Nathan Astle - Chris Cairns - Simon Doull - Stephen Fleming - Lee Germon - Mark Greatbatch - Chris Harris - Adam Parore - Dipak Patel - Justin Vaughan - Bryan Young | - Ijaz Ahmed - Inzamam-ul-Haq - Mohammad Wasim - Mohammad Zahid - Moin Khan - Mushtaq Ahmed - Saeed Anwar - Saleem Malik - Saqlain Mushtaq - Shahid Afridi - Waqar Younis - Wasim Akram - Zahoor Elahi | - Nathan Astle - Chris Cairns - Simon Doull - Stephen Fleming - Lee Germon - Mark Greatbatch - Chris Harris - Matthew Hart - Robert Kennedy - Adam Parore - Dipak Patel - Craig Spearman - Justin Vaughan - Bryan Young |

## Tests

### Erster Test in Lahore
| 21. – 24. November Scorecard | Lahore | Neuseeland 155 (57.1) & 311 (85.2) | – | Pakistan 191 (55.5) & 231 (71.1) |
|                              |        | Neuseeland gewinnt mit 44 Runs     |   |                                  |

### Zweiter Test in Gujranwala
| 28. November – 1. Dezember Scorecard | Gujranwala | Pakistan 249 (74) & 168 (58)                   | – | Neuseeland 430 (126.4) |
|                                      |            | Pakistan gewinnt mit einem Innings und 13 Runs |   |                        |

## One-Day Internationals

### Erstes ODI in Gujranwala
| 4. Dezember Scorecard | Gujranwala | Pakistan 228-8 (46/46)       | – | Neuseeland 217 (45.4/46) |
|                       |            | Pakistan gewinnt mit 11 Runs |   |                          |

### Zweites ODI in Sialkot
| 6. Dezember Scorecard | Sialkot | Pakistan 277-9 (47/47)       | – | Neuseeland 231 (47/47) |
|                       |         | Pakistan gewinnt mit 46 Runs |   |                        |

### Drittes ODI in Karachi
| 8. Dezember Scorecard | Karachi | Pakistan 234-4 (50)              | – | Neuseeland 235-3 (45.1) |
|                       |         | Neuseeland gewinnt mit 7 Wickets |   |                         |